# Herb Genui

Herb Genui

Herb Genui – przedstawia białą tarczę z czerwonym krzyżem, podtrzymywaną przez dwa gryfy i zwieńczoną koroną książęcą, z głową Janusa.

## Historia
Herb miasta Genui zawsze był związany z jej historią polityczną: w ostatnim okresie arystokratycznej Republiki przedstawiał tarczę z krzyżem i z koroną królewską podtrzymywaną przez dwa gryfy z uniesionymi ogonami; w 1797 roku, po rewolucji francuskiej na mocy dekretu znoszącego starożytne insygnia gryfy z herbu usunięto. W 1816 roku, po przyłączeniu do Królestwa Sardynii, na wniosek rady miasta Genua otrzymała od króla Wiktora Emanuela I nowy herb: czerwony krzyż na białym polu z tarczą ozdobioną gryfami, których ogony, na znak poddaństwa, znajdowały się pomiędzy ich nogami.
W 1897 roku rada miejska przyjęła wniosek o modyfikacji herbu, w którym gryfy, przez wzgląd na pamięć o królu Humbercie I, miały ogony uniesione lekko ponad nogami.
W 2000 roku dokonano kolejnej modyfikacji herbu, w którym gryfy mają ogony uniesione wyrażając w ten sposób współczesne aspiracje miasta.